# Никодим Стародубский
Никоди́м Староду́бский (в миру Никола́й; 1745, Калуга — 12 (23) мая 1784, Троицкий Успенский монастырь) — инок-беглопоповец, автор полемических сочинений. В 1760—1780-е годы принимал активное участие в попытках обретения старообрядцами собственной иерархии, а также в различных спорах между старообрядцами, связанных с этим вопросом.
Несмотря на полемику, связанную с инициативами Никодима по обретению епископа, его деятельность высоко оценивались старообрядцами. В русской церковной историографии синодального периода с именем инока Никодима связывается последующее создание единоверия (1800), эту точку зрения разделяют и некоторые современные исследователи. Из литературных трудов Никодима следует выделить послания, полемические сочинения: «Книга о мироварении» (1778—1779), «Книга о немиропомазании» (1779), «О почтении Честнаго и Животворящаго Креста Христова и о разновидовоображаемых образех крестных» (1780).

## Биография

### Ранние годы
Родился в 1745 году в Калуге в купеческой семье. Изначально принадлежал к синодальной церкви. В Раннем возрасте переселился из Калуги в Москву, где видимо и перешёл в старообрядчество ветковского согласия. О московском периоде его жизни почти ничего не известно. Не получил систематического образования и не был женат.
С ранних лет проявлял стремление к аскетической жизни. Вёл трезвый образ жизни. Жизнь в Москве по видимому не представляла благоприятных условий для его аскетических наклонностей, поэтому он направился в Иргизские монастыри, активно развивавшиеся в период либерализации правительственной политики в отношении старообрядцев в 1760-х годах, где не позднее 1765 года беглым иеромонахом пострижен в иночество. Возможно, постриг состоялся не в самом монастыре, а в частном доме или келье беглого иеромонаха. Однако на Иргизе он не задержался. Точные причины такого ухода неизвестны. Василий Белоликов предполагал, что его «пылкие стремления к подвигам благочестия не находили благоприятных условий для своего осуществления». Он удаляется в Стародубские слободы и поселяется там в Малиноостровском монастыре Новозыбковского уезда Черниговской губернии, находящемся на реке Ипути, впадающей в Сож. Но и там он не задержался надолго.
Удалившись из Малиноостровского монастыря, Никодим поселился близ посада Злынки на берегу реки Каменки. Здесь он поставил себе келию и жил первоначально один. Но затем к нему начали приходить иноки и бельцы, которые селились около него, построив свои кельи около его кельи. Таким образом возник монастырь, известный впоследствии как Троицкий или Успенский Никодимов монастырь. На новом месте Никодим вскоре снискал себе известность и уважение со стороны окружающих старообрядцев разных согласий.

### Участие в соборе 1765 года и поездка в Грузию
К тому времени старообрядцы не имели составленного епископата. На протяжении XVIII века старообрядцы предприняли целый ряд безуспешных попыток найти себе архиерея. В том же 1765 году был созван собор с целью «отыскании архиерейства для старообрядчества». Впервые в подобном мероприятии приняли участие беспоповцы. Представителем ветковской церкви стал инок Никодим с братией. Никодиму в это время было только 20 лет. То обстоятельство, что на этом соборе выступали самые выдающиеся по своему положению и уму старообрядцы, заставляет предположить, что Стародубье, возлагало столь важную миссию на Никодима, делало это именно потому, что Никодим, несмотря на свою молодость и то, что он жил в Стародубье меньше года, приобрёл уважение своих собратий и пользовался значительным влиянием в их среде. По мнению Фёдор Мельникова, иноку Никодиму принадлежала мысль об объединении староверов всех согласий «под паствою одного пастыря». Относительно соборных совещаний сохранились лишь отрывочные данные. Из них нельзя установить, кем вносились те или иные предложения, кто высказывать возражения и т. д., так в сохранившихся известиях нет ни одного указания на определённое лицо. Поэтому мы знаем, какое на этом собор принимал участие инок Никодим. «Общим согласием постановили за неотложное: иметь архиерея, по чину бывших до Никона. Составили план и новую форму посвящения в епископа. Назначили из среды себя единого в епископа, нескольких во священники, диаконы, иподиаконы и чтецы». Затем совещание приступило к выяснению вопроса о форме поставления епископа и месте. Опираясь на факт посвящения митрополита Киевского Климента Смолятича главою Святого Климента, папы Римского, о чём рассказывается в житие Нифонта, епископа Новгородского, одни из соучастников совещания допускали возможность посвятить нового епископа находящейся в Москве в Успенском соборе главою святого Златоуста. Однако участники совещания пришли к выводу, что посвящение Климента было произведено не по закону, а по воле великого князя Изяслава. Другим основанием послужил филологический разбор слова «хиротония», согласно которому посвящение должно быть произведено не главою, а обязательно рукою. Поэтому выдвигается новое предложение — посвятить кандидата во епископа рукою Ионы, митрополита Московского, или какого-нибудь другого святителя, подведя ставленника к мощам и возложивши на его главу руку святителя. В это время должны быть прочитаны молитвы архиерейской хиротонии и ставленник должен быть облачён во все святительские одежды. Предложение было принято единогласно всёми и даже признано единственно возможным. В определении того, кому именно дозволить читать это, старообрядцы разошлись во мнениях. Каждая община требовала, чтобы архиерейские молитвы читал представитель их общины, беглый поп, по требованию ветковцев, наставник, по требованию поморцев. Ни одна партия не хотела уступить. Дело кончилось тем, что та и другая партия, после долгих переговоров, пришла к единодушному признанию незаконности намеченного ими плана, как не оправдываемого правилами святых отец. Поэтому участники собора, оставив в Москве сшитое облачение, разошлись ни с чем по своим местам. При этом поморцы считали, что восстановление архиерейства возможно лишь посредством придуманного на соборе в 1765 года действия, а беглопоповцы — объедение, что если и можно восстановить иерархию, то только через заимствование её от православных. Собор 1765 года по мнению Василия Белоликова «прорыл окончательно пропасть между поповщиной и беспоповщиной». Если поморцы уже не скали себе архиерея, то беглопоповцы не прекратили поисков законного священства. В этих поисках видное участие принимает инок Никодим в течение последующих 18 лет.
Поиски епископа возобновились в следующем 1766 году. Московские поповцы обратиться к жившему в то время в Москве грузинскому митрополиту Афанасию с просьбою поставить им епископа, предполагая, по мнению Мельникова, после хиротонии, «исправить» его. Афанасий отказался исполнить их просьбу, но в то же время даль совет — отправиться в Грузию и просить грузинского автокефального патриарха Антония I и царя Ираклия II поставить им епископа. Но на сборы ушло почти два года, и только в 1768 году депутация старообрядцев отправилась в Тифлис. В состав делегации вошли представители ветковской церкви священник Михаил Калмык, инок Никодим и два его ревностных помощника: монах Иоаким и купец Иван Кузнецов и другие. Мельников предполагал, что в епископа был намечен монах Иоаким. Депутация добралась до предгорий Кавказа и дальше не была пропущена, так как в виду осложнения политических отношений между Россией и Турцией пропуска из России на Кавказ никому не было.

### Пребывание в диаконовском согласии
О деятельности инока Никодима в период между 1768 и 1774 годами сохранилось весьма мало известий. В этот период своей жизни Никодим перешёл из ветковского согласия в диаконовское, побыл там два года и снова перешёл в ветковское. Что побудило его сделать это, за отсутствием данных, сказать трудно. Очевидно, и в диаконовском согласии Никодим снискал всеобщее уважение, и был поэтому весьма влиятельным её членом. Этим объясняется то, что, по словам Якова Беляева, Никодимом было внесено несколько новшеств в обрядовую сторону жизни. К числу таких новшеств относится скидание камилавок в то время, когда у ветковцев в этот момент скидывался только кавтырь (каптырь): во время девятой песни и во время чтения евангелия. Этот обычай существовал и до мая 1779 года, когда Никодим сам выступил против введённого им самим обычая. Этот обычай шёл в разрез с прежними установлениями, по которым инокам позволялось обнажать головы только раз в год, именно во время причащения Святых Таин, когда иноки должны были снимать камилавку и кавтырь и держать их под левою рукой. Вероятно, в данном случае Никодим приближался к практике монашества синодальной церкви.
Ко времени принадлежности Никодима к диаконовскому согласию нужно отнести пребывание его в Коломне и Москве, где он выступил с резкими облучениями, направленными против ветковского согласия. В данном случае Никодим вооружается против безглавности, а отсюда и незаконности ветковского священства. Как там, так и здесь, он, следовательно, выносить осуждение не только ветковскому согласию, но и диаконовскому, точные — самим принципам беглопоповщины. Во время пребывания в Коломне, в доме Козьмы Козьмина Тарцева, в присутствии свидетелей, Никодим высказал резкое обсуждение ветковцам, а с ним и всей беглопоповщине. Старообрядческая церковь, по его словам, не имеет епископа и, как таковая, не может дать спасения и своим чадам, которые поэтому не могут «и христиане быти»; попы старообрядческие безблагодатные; церковь старообрядческая будто бы содержит арианскую ересь; «содержание арианской ереси» Никодим усматривает в том, что, «без освященного храма другия церкви без антиминса литоргисают». После Коломны Никодим был в Москве, где в доме Ульянова высказал своё суждение о беглых ветковских попах в резкой и даже грубо циничной форме: «попы наши не попы, но яко не обожженные горшки», потому что хиротонию они получают от еретиков, «за ереси священными правилы изверженных», и при вступлении в старообрядчество при «справе» не получают благодати, так как, «не может поп попу священнодейство преподати, якоже бо невозможно попу хиротонисати»; поэтому и на попов старообрядческих, по его мнению, нужно смотреть, как на «простых мужиков». Резкие суждения Никодима по адресу ветковцев не остались безплодными. После его коломенский купец Козьма Таревев, в доме которого и происходила беседа «к церкви великороссийской присоединился». На беглого попа Иоанна Прокофьева Никодим старался воздействовать в том смысле, чтобы тот перестал священнодействовать и записался в купцы, что Прокофьев и сделал. Доводя неумолимую логику до конца, Никодим отважился на следующее. В селе Коломенском он сам крестил, без очистительных молитв, новорождённую девочку, не по нужде, что было бы несколько извинительным, а в присутствии даже священников, запрещая им крестить на том основании, что «попы Ветковского согласия и дьяконова безглавные, якоже трупы мертваго человека». На память о своём учении Никодим зарубил, три меточки на потолочной доске и клялся, что даже при смерти он не приступить к безглавным попам «яко не обожжённым горшкам».

### Вновь в ветковском согласии
Вскоре обстоятельства переменились; в 1773 году Никодим, опять «приступил к Покровской церкви» (Климовский Покровский монастырь), получил от Михаила Калмыка прощение, между прочим, и за обличения по адресу ветковского согласия в «22 винах» и «с тех пор поборатель стал зельной по Покровской церкви», хотя логика заставляла его подозрительно относиться к беглым попам и искать выхода из «безглавного» положения. Впоследствии, в эпоху усиленных исканий архиерейства, он употреблял в беседах о попах то же самое сравнение их с необожжёнными горшками, какое употреблял на в Коломне и Москве.
После присоединения к ветковскому согласию Никодим много путешествовал, с целью, может быть, пополнения образования, а может быть, и с целью пропаганды старообрядчества. Во время этих путешествий о на непродолжительное время посетил и родную Калугу. 27 января 1774 года в Калуге, в доме, очевидно пользовавшегося популярностью среди православных и старообрядцев, купца Саввы Максимовича Шунина происходило собрание, на котором инок Никодим открыто «объявил себя отступником от восточныя и великороссийския церкви». В оправдание своего поступка Никодим называл, всю восточную и великороссийскую церковь всеприятелищем ересей, не указывая, каких именно ересей, и кто этих ересей «начальник», в частности, указывал на «некоторые в новопечатных книгах в неких вещех несогласия церковных учителех, и те причины, якобы ему подали повод к отступлению». Это произвело сильное впечатление на окружающих. Само выступление вызвало появление специальной литературы, направленной против него, вышедшей из-под пера московского купца Алексея Сыромятникова.
Выехав неожиданно из Калуги, Никодим отправился в Коломну. На основании отрывочных замечаний в одной из статей сборника Сыромятникова, можно предположить, что пребывание Никодима в Коломне не было продолжительным. Из Коломны Никодим направился в Москву. Неизвестно, что он делал в Москве и долго ли был там. Несмотря на то, что пребывание Никодима в не обошлось для него без неприятностей, Никодим, всё таки, очевидно, остался доволен приёмом в Калуге, и по возвращение из Москвы в Стародубские слободы, отправил в Калугу благодарственное Послание.
Не имеется определённых сведений о деятельности Никодима с 1774 по 1777 год. Можно полагать, что в это время, время относительно спокойной жизни Никодима, он занимался организацией своего монастыря, так как в конце 1770-х годов его деятельность по устройству монастыря и монастырской жизни выступает с определёнными характерными особенностями, на которые обращали внимание его современники-старообрядцы.

### Вопрос о приёме беглых попов
Следующий этап деятельности инока Никодима связан с вопросом о приёме беглых попов. Данный вопрос не был прояснён в сочинениях первых деятелей старообрядчества и различно решался на практике. Возникновение споров вокруг данного вопроса во второй половине XVIII века во многом было вызвано соперничеством московских поповцев с другими старообрядческими центрами, особенно со Стародубьем. Москва была центром русского православия и благочестия, но перестала быть таковым для старообрядцев, когда на них обрушились кары правительства и гражданского и духовного. И когда они бежали в и пустыни, к границе и за границу, образуя там новые религиозные и культурные центры, из коих приобретали значение как бы митрополий. Но значение Москвы, как центра православия не могло быть забыто старообрядцами и подталкивало московских старообрядцев-поповцев бороться за упрочение собственного влияния. Этому способствовало то, что Екатерина II, руководимая идеями веротерпимости, даровала старообрядцам религиозную свободу, хотя и не в полном объёме. Преимуществом Стародубья перед другими центрами поповщины, в том числе и Москвой, заключалось в том, что на тот момент было то, что там действовали благолепно украшенные церкви, где чего в Москве изначально не было, но со временем такие церкви были построены. У московских старообрядцев появилось желание освободиться от всякого влияния Стародубья. Дело началось с того, что на Рогожском кладбище сразу выступили с весьма определённым и строго защищаемым чином принятия беглых попов — новым сравнительно с чиноприёмом в Стародубье. Первоначальною формою приёма беглых попов на Ветке было принятие третьим чином без миропомазания, но затем под влиянием Москвы старо распространяться принятие через миропомазание, то есть вторым чином, принятым среди московских поповцев. В 1770-х годах или несколько раньше в Стародубье вспыхивают споры относительно приёма беглых попов, споры, которые с течением времени приняли всероссийский характер и повели поповщину к разделению на новые согласия. В этих спорах принимал деятельное участие Никодим, в первый раз выступивший против приёма попов через миропомазание в своём сочинении «22 вины за Ветковскою Церковию». В 1773 году произошло первое решительное выступление партии противников приёма вторым чином во главе с Михаилом Калмыком. В числе их был и инок Никодимом, перешедший тогда в ветковское согласие.
В апреле 1777 году на Рогожском кладбище было сварено миро, что было во многом было направлено против влияния Стародубья, но вызвало смущение у многих приверженцев «старой веры», так как по правилам для варения мира требуется архиерей. Слухи об этом, ввиду постоянных сношений центров старообрядчества между собою, быстро распространились и обострили и без того натянутые отношения между Москвою и Стародубьем. Михаил Калмык сообщал, что московские кладбищенские начали «зазревать» стародубцев за их чиноприём попов через отречение от ересей с 1776 года. С этого времени они в трёх отправленных из Москвы посланиях требовали от Михаила с братией «склонения чтобы быть единому по второму чину как у них есть в Москве обычай под миропомазанне». В 1778 году рогожцы положили принимать вторым чином, «яко от великих ересей пришедших», даже тех священников, которые уже были приняты третьим чином в Стародубье и совершали там литургию и прочие чинопоследования.
Михаил Калмык и инок Никодим выступили против мироварения и приёма иереев вторым чином, предлагая принимать их через отречение от ересей (3-м чином). Завязалась переписка с участием старообрядцев из основных беглопоповских центров страны. Своё несогласие с Михаилом Калмыком в сочинении «Беседословие, или увещание, о церковном несогласии» высказали в том числе чернораменские, керженские и городецкие иноки и инокини. Для решения вопроса инок Никодим фактически санкционировал проведение собора в Москве в ноябре 1779 — январе 1780 года. Инок Никоим составил несколько посланий, принял активное участие практически во всех соборных заседаниях, играл на них ведущую роль. К этому периоду некоторые исследователи относят составление (редактирование) иноком Никодимом одного из списков «Сказания» о соборе 1779—1780 годов. В ходе продолжительных и бурных дискуссий на соборе была утверждена точки зрения сторонников приёма в старообрядчество через миропомазание, за что собор впоследствии, называли «перемазанским». Как следствие, усилилось влияние Москвы и Иргиза, а Стародубье утратило ведущие позиции среди старообрядцев-поповцев.

### Переговоры со светскими и церковными властями о даровании архиерея
В то же время не прекращались поиски архиерея. В начале 1781 года был проект получения епископской хиротонии от греческого митрополита Евсевия, жившего тогда в Могилёве; кандидатом от стародубских мирских и иноческих обществ был избран инок Малиноостровского монастыря Иосиф. Хиротония не состоялась из-за вмешательства гражданской администрации. Hикодим выступал с идеей инициировать переход в староверие какого-либо российского епископа. С этой целью летом 1781 года он командировал казначея Успенского монастыря Герасима (Князева) в Москву и Санкт-Петербург для встречи с архиепископом Новгородским и Санкт-Петербургским Гавриилом (Петровым) и по возможности с другими влиятельными лицами. Иноку удалось добиться аудиенции у архиепископов Московского Платона (Левшина), Новгородского Гавриила (Петрова), Псковского Иннокентия (Нечаева), а также у князя Г. А. Потёмкина.
В июле того же года состоялась встреча Никодима и монастырской делегации с малороссийским генерал-губернатором графом П. А. Румянцевым-Задунайским в имении графа Вишенки. П. А. Румянцев-Задунайский, коснулся необходимости епископства для старообрядцев и подал мысль «искать старообрядцам архиерея открытым путём, то есть просить Екатерину II и Святейший Синод об определении к ним особого епископа и, таким образом, воссоединиться с Православием». При этом граф высказался лично оказать Никодиму помощь в этом деле. Совет Никодиму, видимо, понравился и он начал убеждать в этом других стародубских старообрядцев. После этого в дьяконовском согласии начались деятельные совещания по предложению Никодима; посланы были письма к старообрядцам, не принявшим, в 1779 году догмата «о перемазывании» жившим в Москве, Торжке, на Керженце, в Нижнем Новгороде и других местах. В то же время Никодим говорил очень горячие речи слободскому народу, указывая на изданное Святейшим Синодом «Увещание к раскольникам» митрополита Платона, где, напечатано было, чтобы «всякий из них, безбоязненно подавал письменное и словесное мнение свое пастырям церкви, и будто все, требуемое ими, будет устроено по их желанию».
Со своим единомышленником, иноком Герасимом (Князевым), Никодим в 1782 году едет в Петербург «открыть членам Св. Синода намерения стародубцев и просить наставления, как им лучше поступить для достижения цели». В Москве Никодим встречается с архиепископом Московским Платоном (Левшиным), в Петербурге — с митрополитом Гавриилом (Петровым), с псковским архиепископом Иннокентием и князем Потёмкиным-Таврическим. Все одобряют желания старообрядцев и обещают свое содействие. Дипломатия Никодима увенчалась успехом, он был представлен самой императрице.
В апреле 1783 года князь Потёмкин в слободе Добрянка принял инока Никодима. Последний подал «формальное доношение» из 12 пунктов. В документе предусматривалась возможность для всех российских старообрядцев иметь епископа (или хорепископа), подчиняющегося непосредственно Синоду; говорилось о снятии клятв на «старые обряды», наложенных Соборами 1656 и 1666—1667 годов, содержались и другие требования.
Развернувшаяся в Стародубье в 1782—1783 года между староверами полемика по поводу инициатив инока Никодима сопровождалась обширной перепиской, созданием литературных произведений, поездками инока Никодима в Москву и Санкт-Петербург в октябре 1783 — феврале 1784 года. Итогом усилий инока Никодима стала выдача 11 марта 1784 года Екатериной II рескрипта митрополиту Гавриилу с последовавшим распоряжением Синода. Староверам, жившим в Белоруссии, Малой России и в Екатеринославском наместничестве, разрешалось иметь священников и служить «по старым обрядам». Это соответствовало планам правительства, заинтересованного в колонизации и русификации малонаселённых земель, но существенно расходилось с изначальными требованиями старообрядцев.
Разъезды и хлопоты подточили здоровье инока Никодима. 12 (23) мая 1784 он кончался и был похоронен в основанном им Свято-Троицком Успенском монастыре на реке Каменке.